# Interne Kommunikation
Als interne Kommunikation wird die verbale und nonverbale Kommunikation zwischen Angehörigen einer bestimmten Gruppe oder Organisation verstanden, mit Sinn und Zweck der Optimierung organisatorischer Abläufe (Effizienz), Informationsverbreitung (Transparenz), Austausch (Dialog) sowie Motivation und Bindung. Damit ist die interne Kommunikation einer von zwei Teilbereichen der Organisations- bzw. Unternehmenskommunikation. Für die interne Kommunikation von Unternehmen und anderen Organisationen, wie zum Beispiel Nichtregierungsorganisationen, Parteien oder Behörden, wird auch synonym der Begriff Mitarbeiterkommunikation verwendet.
Interne Kommunikation ist eine Führungsfunktion, die als Kommunikations- und Verhaltensmanagement Organisationsziele wie Information, Motivation und Identifikation unterstützt.
Grundsätzlich können zwei verschiedene Arten interner Kommunikation unterschieden werden: Die formelle Kommunikation und die informelle Kommunikation.

## Formelle interne Kommunikation
Grundsätzlich unterscheidet sich ein einzelner Kommunikationsprozess in Unternehmen nicht von einer Kommunikation im privaten Bereich, das heißt die allgemeinen Grundlagen der Kommunikation haben auch hier ihre Wirkung. Jedoch ergeben sich insgesamt Unterschiede durch bestimmte in Unternehmen bestehende Rahmenbedingungen. Die geplante Kommunikation in Unternehmen ist nicht frei gestaltbar, sondern determiniert sich durch die organisatorischen Vorgaben und Regeln, diese geben sowohl Form und Inhalt, als auch den Ablauf der Kommunikation vor. Daher nennt man diesen organisierten Teil der internen Kommunikation formell.
Merkmal dieser formellen Kommunikation ist es, dass sie meist dauerhaft und personenunabhängig organisiert ist, um einen reibungslosen innerbetrieblichen Kommunikationsfluss zu gewährleisten.
Innerhalb der Internen Kommunikation unterscheidet man 4 Bereiche, die sich jedoch teilweise überschneiden:
- CEO-Kommunikation: Durch das oberste operative Führungsorgan wahrgenommen – stellt den Informations- und Kommunikationsfluss gegenüber den Führungskräften, einzelnen Gruppen von Mitarbeitenden oder der Gesamtbelegschaft sicher.
- Führungskommunikation: Durch die organisatorisch festgelegten Führungsstrukturen wahrgenommen – geschieht kaskadenartig: von oben nach unten mit zunehmender Breitenwirkung.
- HR-Kommunikation: Durch die Personalabteilung wahrgenommen – beinhaltet sämtliche personalrelevanten Daten und Neuigkeiten, zum Beispiel Eintritte und Austritte von Mitarbeitenden oder Änderungen bezüglich der generellen Anstellungsbedingungen oder aktuelle Feiertagsregelungen.
- Interne Unternehmenskommunikation: Durch die Kommunikationsabteilung  – mittels festgelegter, institutionalisierter interner Medien, stellt den bereichsübergreifenden Informations- und Kommunikationsfluss innerhalb des Unternehmens sicher (siehe Instrumente der internen Kommunikation).

Die Pflicht zur formellen Organisation der Kommunikationsprozesse ergibt sich in Deutschland beispielsweise aus dem Betriebsverfassungsgesetz. So sind nach §§ 81–83 die Arbeitgeber verpflichtet, die Arbeitnehmer über ihre Arbeitsaufgaben, Gefahren, Personalunterlagen etc. zu informieren. Über diese Pflichtkommunikation hinaus werden jedoch alle Unternehmen versuchen, die interne Kommunikation zur Optimierung ihrer organisatorischen Abläufe zu nutzen, um die eingangs genannten Ziele zu erreichen.
In der Regel wird formelle mündliche interne Kommunikation in bestimmter Art und Weise verschriftlicht (Protokolle, E-Mail, Gesprächsnotizen) und kann mit Hilfe eines Workflow-Management-Systems geregelt werden.

## Informelle interne Kommunikation
Über die Merkmale der formellen Kommunikation hinaus zeichnet sich die Interne Kommunikation noch durch einen informellen Anteil aus, der den gesamten nicht vorgeschriebenen und organisatorisch nicht geregelten Anteil umfasst. In der Vergangenheit wurde dieser – häufig als „Flurfunk“ oder als „Latrinenweg“ bezeichnete – Anteil als unzuverlässig, wenig berechenbar und daher als Störung der formellen Kommunikation verstanden und versucht, diese informelle Kommunikation weitestgehend zu unterbinden. Aktive und transparente formelle interne Kommunikation ist die beste Maßnahme, um die informelle interne Kommunikation zu minimieren respektive zu steuern.

## Instrumente der internen Kommunikation
Typische interne Kommunikationsmittel sind:
- Intranet
- internes Wiki
- interner Newsletter
- Mitarbeiterzeitschrift
- Schwarzes Brett
- Veranstaltungen (zum Beispiel Betriebsversammlung, Unternehmungsausflug oder -feier)
- (Rund-)Schreiben, Briefe, E-Mails
- Mitarbeitergespräch

Zu den weiteren, digital geprägten Kommunikationsmitteln gehören:
- Business TV, Podcasts
- Chat / Instant Messaging
- Videokonferenzen
- Interne soziale Netzwerke

Darüber hinaus können im Prinzip sämtliche Kommunikationsmittel auch für die interne (Unternehmens-)Kommunikation eingesetzt werden.
Stark involviert in Prozesse der internen Kommunikation, insbesondere, wenn es um elektronische Umsetzung kommunikationsrelevanter Bedarfe in der Unternehmenskommunikation geht, sind in der Regel Wissensmanager.
Auch in der internen Kommunikation kombiniert man in der Regel Push- mit Pull-Instrumenten.
- Push-Instrumente sind Medien, die Informationen aktiv an eine bestimmte Empfängergruppe herantragen, zum Beispiel E-Mails.
- Pull-Medien stellen Informationen auf einer bestimmten Plattform zur Verfügung – diese müssen jedoch aktiv abgerufen werden (beispielsweise Informationen im Intranet oder am Schwarzen Brett).

Mittels Push-Medien können die Mitarbeitenden aufgefordert und motiviert werden, die Informationen auf einem Pull-Medium abzurufen (zum Beispiel interner Newsletter mit Verweis auf das neue Corporate Video im Intranet).